# Festival Internacional de Música Pau Casals
El Festival Internacional de Música Pau Casals es un festival de música fundat el 1981 que es celebra anualment els mesos de juliol i agost. Està organitzat per l'Ajuntament del Vendrell i l'Auditori Pau Casals, amb la col·laboració de la Fundació Pau Casals i de l'Associació de l’Orgue del Vendrell. Nasqué juntament amb l'Auditori Pau Casals d'El Vendrell, ubicat davant de la casa de Pau Casals a la platja de Sant Salvador (vil·la Casals). El festival té com a objectiu recordar la figura de Pau Casals i potenciar la música com a mitjà de comunicació entre les persones. Son convidats intèrprets i compositors catalans, així com d'altres internacionals.
El 2001 va ser inaugurat pel violoncel·lista hungar Miklós Perényi, antic alumne de Pau Casals, acompanyat al piano per Rénes Varjón que van interpretar suites de Bach, una sonata de Chopin i una rapsòdia de Bela Bartok.
El 2020 es Festival es va cancel·lar a causa de la Covid-19. El 2021, en la 40a edició, va participar la soprano Sara Blanch i els músics Marco Evangelisti, Claudi Arimany i Johannes Gray. Es va rememorar el 120è aniversari de la gira que Pau Casals va fer per Amèrica acompanyat de la soprano Emma Nevada. Els joves músics del projecte Marlboro van interpretar l’himne de les Nacions Unides i seguint la tradició de del Festival de Música Marlboro, es van reunir dotze joves talents (d’Espanya i països europeus) amb músics experts com Jonathan Brown, Erica Wise i Claudio Martínez-Mehner.